# La leggenda del bandito e del campione
La leggenda del bandito e del campione è una miniserie televisiva, trasmessa da Rai 1 nell'ottobre 2010. La miniserie, liberamente ispirata al libro di Marco Ventura Il campione e il bandito, è dedicata al ciclista Costante Girardengo e al conoscente bandito Sante Pollastri, entrambi di Novi Ligure.
Le riprese sono state effettuate a Carignano, La Loggia, Saluzzo, Savigliano e Torino.
I due interpreti principali della miniserie sono Beppe Fiorello e Simone Gandolfo, rispettivamente nel ruolo di Sante Pollastri e Costante Girardengo.

## Trama
Nel 1926 il ciclista pluricampione Costante Girardengo si trova a Parigi alla vigilia di una gara decisiva, che lo opporrà al rivale francese Henri Pélissier; anche Sante Pollastri è nella capitale francese, dove nel frattempo è diventato un bandito, ricercato numero uno sia in Italia che in Francia. I destini di Sante Pollastri e Costante Girardengo sembrano riunirsi di nuovo. Attraverso lunghi flashback vengono raccontate l'infanzia e l'adolescenza comuni a Novi Ligure, fatte di scorribande e amici, lavoro e povertà. I due ragazzi sognano di diventare campioni e iniziano ad allenarsi in bicicletta. La vita però li separa quando Sante è costretto a scappare dopo aver involontariamente ucciso lo stupratore di Mela, che poi diventerà la sua compagna di "sventura". Mentre Costante continua ad allenarsi e a vincere, Sante si fa strada nella criminalità. Poi quest'ultimo viene ricercato dal Commissario Maciste, vecchio amico di Sante, tra Italia e Francia. Proprio qui, il bandito diviene complice di altri criminali: Mario e Messari, ed in seguito anche Remì, una guardia giurata, farà parte della banda. Dopo diverse rapine, Maciste li scova sul confine e Remì viene quasi subito freddato. Gli altri fuggono e Messari precipita da un dirupo e a Sante viene l'idea di scambiare i documenti dell'uomo con i suoi, inscenando la sua morte. Girardengo e Sante si rincontreranno nel 1927.

## Ascolti
La prima puntata della miniserie, andata in onda il 4 ottobre 2010, è stata seguita da 7.042.000 telespettatori, con uno share del 25,17%. La seconda puntata, trasmessa il 5 ottobre 2010, è stata invece guardata da 7.081.000 telespettatori, con uno share del 25,70%.